# Regras práticas do cálculo de estruturas

## Objetivo
Esse artigo pretende tecer comentários e regras práticas sobre o:
- Cálculo de estruturas em madeira,
- Cálculo de estruturas em alvenaria armada,
- Cálculo de estruturas em aço,
- Cálculo de estruturas em concreto armado ou protendido, e
- Cálculo de estruturas mistas.

As regras e comentários aqui expostos seguem as normas técnicas adotadas pela profissão, eles são frutos da expêriencia e do conhecimento de diversos professionais ligados à engenharia estrutural.

## Sobre o cálculo de estruturas em madeira

### Normalização
- - Brasil
    - NBR 7190 - Projeto de Estruturas de Madeira, ABNT (1997)

  - Portugal
    - ENV 1995-1-1: Eurocódigo 5 - Projecto de Estruturas de Madeira.

  - Outros países

## Sobre o cálculo de estruturas em alvenaria armada

### Normalização
- - Portugal
    - ENV 1996-1-1: Eurocódigo 6 - Projecto de Estruturas de Alvernaria.

## Sobre o cálculo de estruturas em aço

### Normalização
- - Portugal
    - ENV 1993-1-1: Eurocódigo 3 - Projecto de Estruturas de Aço.

  - Brasil
    - NBR 8800: 1986 Projeto de edificios em estruturas de aço (atualmente em revisão)
    - NBR 8850: Execução de suportes metálicos treliçados para Linha de Transmissão

## Sobre o cálculo de estruturas em concreto armado ou protendido

### Normalização
- - Brasil
    - NBR 6118 - Projeto de Estruturas de Concreto, ABNT

  - Portugal
    - ENV 1992-1-1: Eurocódigo 2 - Projeto de Estruturas em Betão
    - REBAP - Regulamento de Estruturas de Betão Armado e Pré-Esforçado
    - RSA - Regulamento de Segurança e Acções

  - Outros países

## Sobre o cálculo de estruturas mistas

### Normalização
- - Portugal
    - ENV 1994-1-1: Eurocódigo 4 - Projecto de Estruturas Compósitas de Aço e Betão.